# クリシュトフ・ハラント

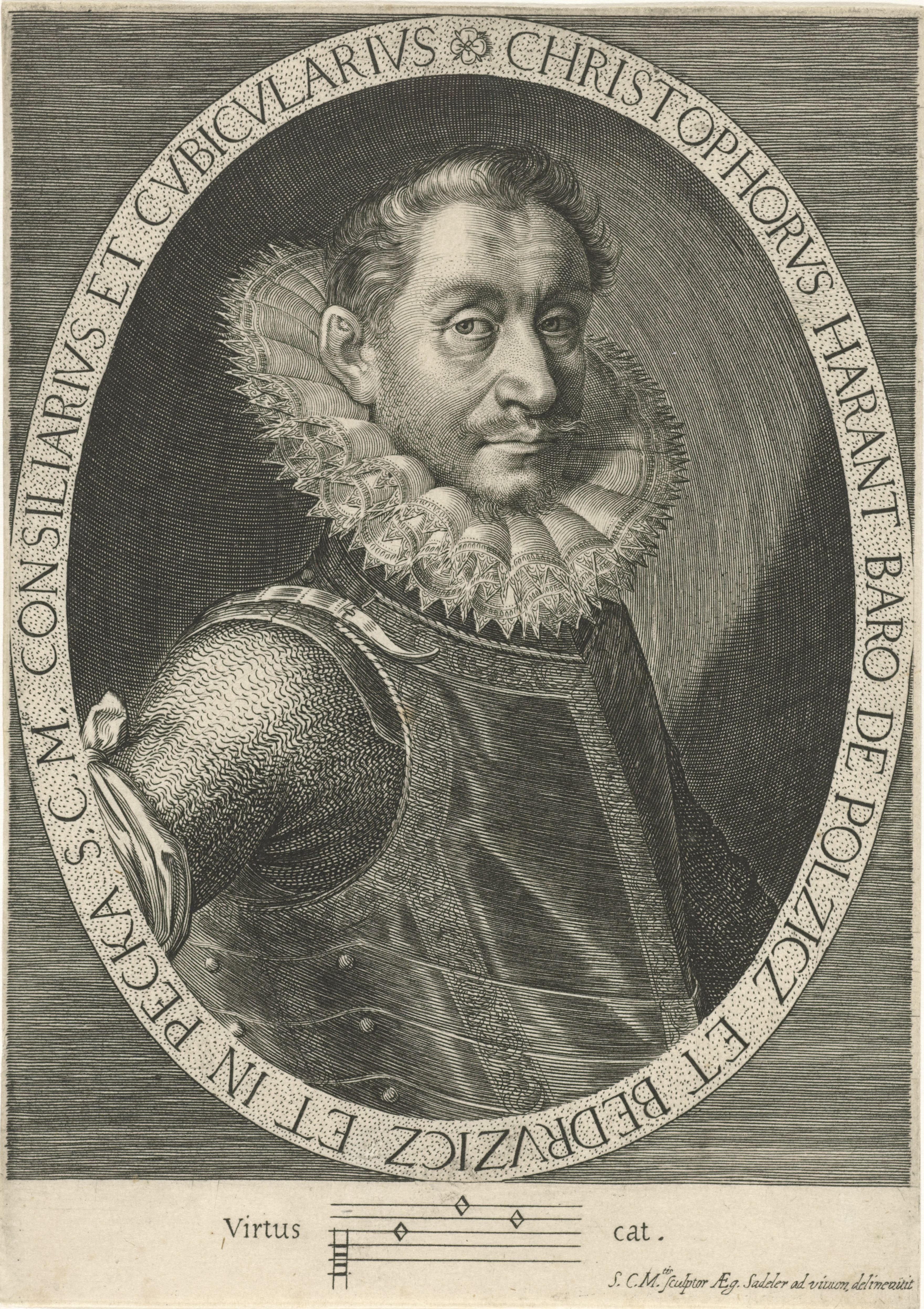
クリシュトフ・ハラント

クリシュトフ・ハラント・ス・ポルジッツ・ア・ベスドルジッツ（Kryštof Harant z Polžic a Bezdružic、1564年 - 1621年6月21日）は、チェコ人の貴族・軍人・テロリスト・文人・音楽家。神聖ローマ皇帝ルドルフ2世の側近。「白山の戦い」でプロテスタントとして反乱軍に与した廉で、カトリック勢力によって処刑された。作曲家としては、フランドル楽派に倣った流麗なポリフォニー音楽を残している。声楽家やすぐれた楽器奏者としても知られた。

## 生涯
ボヘミアのクラトヴォイ近郊にあるクレノヴァー城にて生まれる。インスブルックにおけるシュタイアーマルク公フェルディナント（のちの神聖ローマ帝国皇帝フェルディナント2世）の宮廷で早期教育を受ける。1593年から1597年まで兵役に就き、対オスマン帝国戦争に従軍する。1598年から1599年まで聖地巡礼に赴き、紀行文『ボヘミアから聖地への旅、ヴェネツィアを経て紅海へ』は1608年にプラハで出版された。1614年から1615年まで、外交使節の一員としてスペインに赴任。
1618年にプロテスタントに改宗し、カトリック勢力と敵対する武装民兵に砲兵として参加。戦闘のさなかにウィーンの宮殿への砲撃を指揮する。しかし内部に皇帝がいたため、後の裁判時にこれを非難されることとなる。1620年に「白山の戦い」において、バイエルン選帝侯マクシミリアン1世とティリー伯爵ヨハン・ツェルクレスの連合軍によって新教徒チェコ人勢力が敗走し、その後に皇帝軍によってプラハが掠奪されると、ハラントは叛乱の他の首謀者とともに捕縛され、大赦を願い出るも叶えられず、1621年にプラハの旧市街において斬首された。

## 作品とその影響
ハラントの作品は、カメラータのモノディ歌曲の影響を受けていないという点においては保守的である。16世紀のフランドル楽派の影響を受け、定旋律ミサ曲を作曲した。現存作品は7曲しかなく、いずれも声楽のための宗教曲である（その他の作品は、財産が没収された際に散逸したものと見られる）。定旋律ミサ曲の一つは、ルカ・マレンツィオのマドリガーレに基づいている。つまりこの作品では、イタリアで最も人気のある進歩的な作曲家の旋律が、1世紀前の古い作曲技法に結び付けられている。
皮肉なことだが、ハラントが処刑される直前の1620年に、ハラントの作曲したミサ曲がプラハのカトリック教会で盛大に演奏されたという。